# Manston (Dorset)
Manston – wieś w Anglii, w hrabstwie Dorset. Leży 29 km na północny wschód od miasta Dorchester i 163 km na południowy zachód od Londynu.